# مصيدة لرجل متزوج
مصيدة لرجل متزوج هي مسرحية كوميدية مصرية عُرضت في سنة 1978، من بطولة صلاح ذو الفقار، سهير البابلي، ومن إخراج كمال ياسين.
تعتبر المسرحية هي العمل الوحيد الذي جمع بين صلاح ذو الفقار وسهير البابلي علي خشبة المسرح.

## الممثلون
- صلاح ذو الفقار
- سهير البابلي
- حسن عابدين
- ليلي فهمي
- تغريد البشبيشي